# العلاقات بين أرمينيا والاتحاد الأوروبي
حافظت أرمينيا والاتحاد الأوروبي على علاقات إيجابية على مر السنين. كلا الطرفين مرتبطان باتفاقية الشراكة الشاملة والمعززة (سي إي بّي أيه)، التي وُقع عليها في عام 2017. أعرب إدوارد نالبانديان، وزير خارجية أرمينيا السابق، عن ثقته بأن اتفاقية الشراكة الجديدة «ستفتح صفحة جديدة» في العلاقات بين الاتحاد الأوروبي وأرمينيا. خلصت فيديريكا موغيريني، الممثلة السامية السابقة لسياسة الأمن والشؤون الخارجية في الاتحاد الأوروبي، في يونيو 2019، إلى أن العلاقات بين أرمينيا والاتحاد الأوروبي «ممتازة».

## منطقة الطيران المشتركة بين أرمينيا والاتحاد الأوروبي
أرمينيا عضو في المنظمة الأوروبية لسلامة الملاحة الجوية، وفي مؤتمر الطيران المدني الأوروبي، وشريك في وكالة سلامة الطيران الأوروبية. بعد توقيع اتفاقية الشراكة الجديدة بين أرمينيا والاتحاد الأوروبي في فبراير 2017، بدأت أرمينيا مفاوضات للانضمام إلى منطقة الطيران الأوروبية المشتركة. خلال الجولة الأولى من المحادثات في أبريل 2017، ذكر رئيس إدارة الطيران المدني في أرمينيا؛ أن أرمينيا تولي أهمية كبيرة للانضمام إلى منطقة الطيران المشتركة، وأن ذلك سيتيح للخطوط الجوية الأرمينية والأوروبية مواصلة تعزيز أنشطتها، وسيتيح لعدد أكبر من شركات الطيران الأوروبية أن تطير إلى أرمينيا. ذكر وفد الاتحاد الأوروبي، في مدينة يريفان، أن الاتفاقية ستمكن أرمينيا من إقامة صلة أقوى مع أوروبا والعالم الخارجي وستفتح طرقًا جديدة للسفر، مع خفض تكاليف السفر بالنسبة للركاب. بمجرد وضع الصيغة النهائية للاتفاقية، ستتاح لشركات الطيران فرصة تشغيل طرق جديدة دون أي قيود والتمتع بفرص متكافئة لخدمة سوق يبلغ عدد سكانه 500 مليون نسمة.

## التجارة بين أرمينيا والاتحاد الأوروبي
تستفيد أرمينيا من مبادرة الاتحاد الأوروبي التجارية لنظام الأفضليات المعمم الإضافي (جي بّي إس بلس). يتيح ذلك للصادرات الأرمينية فرصة الوصول إلى سوق الاتحاد الأوروبي من خلال السماح بتعليق كامل للرسوم الجمركية في ما يقرب من 66% من جميع خطوط التعريفة الجمركية في الاتحاد الأوروبي. دخل أكثر من 96% من واردات الاتحاد الأوروبي المؤهلة للاستفادة من نظام الأفضليات المعمم الإضافي (جي بّي إس بلس) من أرمينيا إلى الاتحاد الأوروبي دون رسوم جمركية في عام 2017. يمثل الاتحاد الأوروبي أكبر سوق تصدير لأرمينيا، وتمثل التجارة مع الاتحاد الأوروبي نحو 26.7% من إجمالي تجارة أرمينيا. زادت التجارة بين الاتحاد الأوروبي وأرمينيا بنسبة 15% في عام 2018 لتصل قيمتها الإجمالية إلى 1.1 مليار يورو.

## مساعدة الاتحاد الأوروبي لأرمينيا
يُعتبر الاتحاد الأوروبي هو أكبر مقدم للدعم المالي وشريك رئيسي في الإصلاح في أرمينيا. في إطار سياسة الجوار الأوروبية، تستفيد أرمينيا من المساعدة المالية المقدمة من الاتحاد الأوروبي. يتوقف المبلغ المخصص لأرمينيا على التزام أرمينيا بالإصلاحات. في الاتحاد الأوروبي، يجب تحقيق بعض أهداف الإصلاح قبل دفع الأموال. يصل المبلغ المقرر من المساعدة المقدمة من الاتحاد الأوروبي إلى أرمينيا خلال الفترة 2017-2020 إلى 185 مليون يورو.